# Милан Кркобабић
Милан Кркобабић (Качарево, 12. октобар 1952) српски је политичар. Један од оснивача Партије уједињених пензионера, пољопривредника и пролетера Србије — Солидарност и правда и њен је председник. Дипломирао је на Економском факултету у Београду и тренутно је министар Министарства за бригу о селу.

## Биографија
Радно и стручно искуство стекао је радећи на банкарским и финансијским пословима – од банкарског приправника до директора финансијске организације.
Од 2008. године, када је први пут биран за одборника у Скупштини града Београда, до 2012. године, обављао је функцију заменика градоначелника Београда.
У том периоду, креирао је препознатљиву социјалну политику Града Београда, која је постала узор другим градовима у нашој земљи, а чији су елементи: 13. пензија, посебан вид помоћи најугроженијим пензионерима, бесплатан градски превоз за све грађане старије од 65 година, брига о особама са инвалидитетом и деци са сметњама у развоју, као и решавање проблема избеглих и расељених лица.
Иницијатор и креатор првог целовитог концепта социјалног предузетништва у нашој земљи, којим се, поред јавног и реалног сектора привређивања, отвара и трећи – сектор социјалног предузетништва.
У септембру 2012. године именован је на функцију генералног директора Јавног предузећа „Пошта Србије”, коју је обављао до августа 2016. године.
У поменутом периоду ово предузеће је рангирано међу најуспешније и најпрофитабилније у земљи, а његова годишња нето добит је утростручена. У истом периоду, „Пошта Србије” уплатила је из добити у буџет Републике Србије око 100 милиона евра.
Октобра 2014. године завршен је Регионални поштанско-логистички центар Београд (РПЛЦ), објекат Поште Србије од стратешког значаја који представља јединствени техничко-технолошки искорак примењен у 21. веку, у овом делу Европе.
Посебно је запажена акција током које је за 52 недеље отворио 52 нове поште у готово свим крајевима Србије, као и пројекат „Држава Србија у селима Србије”, којим је у селима 11 неразвијених општина организовано присуство поште, државне управе и примарне здравствене заштите.
Од августа 2016. године обављао је функцију министра без портфеља у Влади Републике Србије задуженог за регионални развој и координацију рада јавних предузећа.
У јуну 2017. године у сарадњи са Академијским одбором за село Српске академије наука и уметности, покренуо је програм обнове задругарства. Од почетка реализације овог програма познатијег под називом „500 задруга у 500 села”, у периоду 2017-2022. године у Србији је основано 1.100 нових задруга, а подстицајним средствима помогнут је рад 207 задругa на читавој територији Републике Србије.
У сарадњи са Академијским одбором за село Српске академије наука и уметности у јуну 2019. године иницирао је оснивање Националног тима за препород села Србије. Тим је 2020. године израдио „Национални програм за препород села Србије”, који представља полазиште за доношење свеобухватних мера чијом би се реализацијом подстакло оживљавање села у Србији. Након формирања Министарства за бригу о селу 2020. године изабран је за ресорног министра.
У периоду од 2020. до 2022. године, поред задругарства, у области егзистенције успешно су реализовани програми доделе бесповратних средстава за куповину сеоске куће са окућницом на територији преко 100 јединица локалне самоуправе, којим је 1.100 породица, тачније више од 2.200 људи са 800 деце решило стамбено питање и у оквиру свог домаћинства покренуло пољопривредну или неку другу активност, што је основа за одрживи развој села.
У оквиру Програма решавања потреба превоза сеоског становништва, укупно 35 јединица локалних самоуправа које припадају девастираним и неразвијеним подручјима је остварило право на бесповратна средства за куповину мини бусева и обезбеђен је превоз за укупно 847 села у брдско планинским подручјима на територији тих локалних самоуправа, који ће дневно превозити више од 3.800 становника.
Програм Михољски сусрети села реализован је на територији укупно 154 јединице локалне самоуправе, односно 2.241 село је учествовало и такмичило се у најразличитијим садржајима, активностима и промоцији специфичности тих крајева. Манифестација је окупила 150.000 учесника и такмичара.
Један је од оснивача и председник Партије уједињених пензионера, пољопривредника и пролетера Србије — Солидарност и правда.
У периоду од 2008. до 2020. године биран је за одборника у Скупштини града Београда и за народног посланика у више сазива Народне скупштине Републике Србије, као и за председника посланичке групе ПУПС-а.
Ожењен је, отац два сина.